# ديون كارستنز
ديون كارستنز (بالإنجليزية: Deon Carstens)‏ هو لاعب اتحاد الرغبي جنوب أفريقي، ولد في 3 يونيو 1979 في كيب تاون في جنوب أفريقيا.

## روابط خارجية
- ديون كارستنز على موقع دوري الرغبي الممتاز (الإنجليزية)
- ديون كارستنز عل موقع إسبنسكروم (الإنجليزية)
- ديون كارستنز على موقع ItsRugby.co.uk (الإنجليزية)